# Paul Sauer
Paul Olivier Sauer (né le 1er janvier 1898 à Wynberg, colonie du Cap et mort le 16 janvier 1976 à Stellenbosch en Afrique du Sud) est un viticulteur et un homme politique sud-africain, membre du parti national, député de Victoria West (1929-1933) puis de Humansdorp (1933-1966), sénateur (1966-1970), ministre des Transports (1948-1954), des terres et de l'eau (1954-1958), des terres, forêts et des travaux publics (1958-1964).

## Origines et études
Né le 1er janvier 1898 à Wynberg, colonie du Cap, P.O. Sauer est le fils de Jacobus Wilhelmus Sauer, un membre du cabinet de l'Union sud-africaine et dirigeant libéral afrikaner, et de Mary Constance Cloete. Il est également le neveu d'Olive Shreiner. 
Après ses études secondaires au South African College School, il fait des études supérieures à l'université du Cap et à l'université de Stellenbosch où il est diplômé en agriculture. 
Il travaille sur le domaine viticole de Kanonkop au côté de son père et entame parallèlement une carrière politique.

## Carrière politique
En 1923, Sauer se présente à une élection législative partielle à Stellenbosch pour le compte du parti national. Il est battu de justesse (par 21 votes d'écart). Lors des élections générales sud-africaines de 1924, il se présente de nouveau à Stellenbosch mais est cette fois battu de 470 votes par le candidat du parti sud-africain (SAP). Dénonçant le clientélisme et l'opportunisme de ses adversaires, il attribue sa défaite au fait que le SAP a fait enregistrer quelque 600 électeurs coloureds supplémentaires sur la circonscription durant l'année précédant l'élection. Il leur en gardera rancune en préconisant par la suite que les électeurs coloureds soient retirés des listes électorales communes avec les Blancs pour voter sur des listes électorales séparées.     
En 1929, Paul Sauer est finalement élu député de Victoria West contre A.M. Conroy du parti sud-africain puis, en 1933, de Humansdorp où il succède à Charles Wynand Malan, le précédent député et ministre qui venait de décéder. La vaste circonscription dont il est l'élu s'étend alors de la rivière Van Stadens à la baie de Plettenberg, en passant par la rivière Kouga et le Langkloof. Il devient membre du conseil fédéral du parti national ainsi que vice-président du groupe parlementaire du parti national purifié puis du parti national réunifié (1938-1939). 
En 1946-1947, ce membre de l'Afrikaner Broederbond est chargé par le parti national réunifié de présider une commission chargée de faire des contre-propositions en matière de politique raciale après la publication du rapport de la commission Fagan, mandatée par le gouvernement sud-africain de Jan Smuts, qui préconisait une intégration des Noirs sud-africains dans la vie politique, économique et sociale.

### Le rapport Sauer
Le rapport Sauer (Verslag van die Kleurvraagstuk-Kommissie van die Herenigde Nasionale Party) devint le programme du parti national réunifié lors des élections générales de mai 1948. Le rapport de la commission Sauer préconisait un renforcement de la ségrégation raciale dans le cadre d'une politique de séparation raciale appelée apartheid. Dans ses propositions totalement opposées aux conclusions de la commission Fagan, le rapport Sauer préconisait une stricte régulation des migrations des populations bantoues vers les zones urbaines, une restriction des droits politiques et sociaux des Noirs en dehors des homelands, les réserves indigènes existantes au sein de l'Afrique du Sud, la réorganisation de l'instruction publique bantoue, la consolidation des homelands et leur accession à l'autonomie. Le rapport insiste particulièrement sur la nécessité de freiner l'exode des Bantous, une population alors rurale à plus 80 %, vers les zones urbaines alors essentiellement blanches, afin notamment de maintenir la suprématie politique et économique des Blancs.

### Ministre du gouvernement

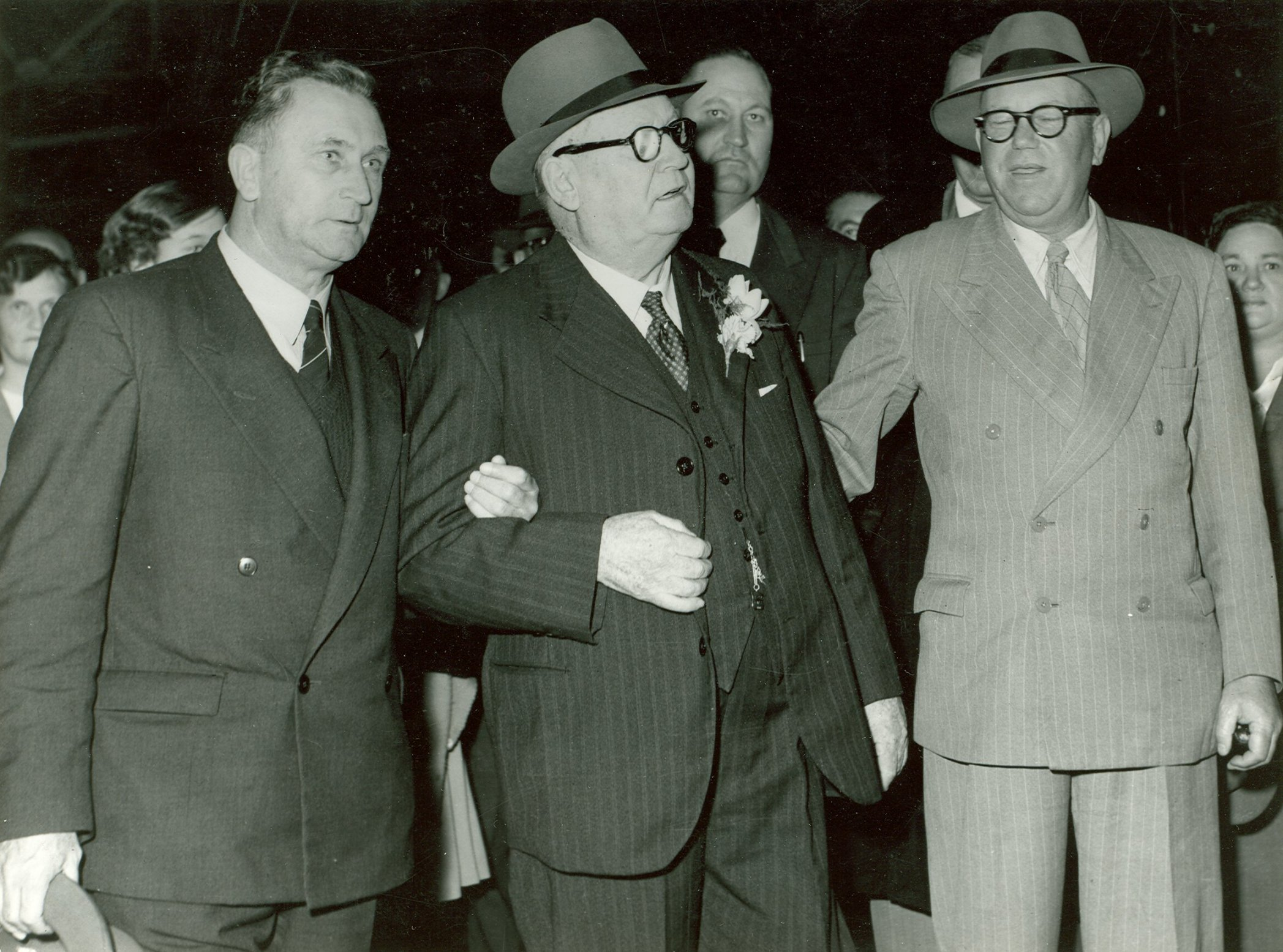
J.G. Strijdom, D.F. Malan et Paul Sauer à Pretoria en 1953 après l'annonce de la deuxième victoire électorale du parti national

Le 26 mai 1948, le parti national et ses alliés remportent les élections générales. Le 4 juin, Daniel François Malan forme un nouveau gouvernement exclusivement composé d'Afrikaners. Malan propose à Sauer de devenir son ministre des affaires indigènes mais Sauer refuse, lui proposant de nommer plutôt Hendrik Verwoerd à ce poste. Sauer devient alors ministre des transports. Il est reconduit dans le gouvernement de JG Strijdom le 3 décembre 1954 en tant que ministre des terres et de l'eau et le 23 octobre 1958 dans le gouvernement d'Hendrik Verwoerd en tant que ministre des terres, des forêts et des travaux publics. 
En avril 1960, peu de temps après le massacre de Sharpeville, Sauer propose, lors d'une réunion du cabinet du premier ministre, d'abroger les laissez-passer (des passeports intérieurs obligatoires pour les Noirs de plus de 16 ans), de réformer la loi sur les salaires et de réformer celle sur les ventes d'alcool aux populations noires. Il est alors soutenu par les ministres Theophilus Donges et Ben Schoeman ainsi que par le journal nationaliste Die Burger. 
Quelques jours plus tard, alors que Verwoerd se remet d'une tentative d'assassinat, Sauer qui fait office de premier ministre par intérim, fait sensation lors d'un discours dans sa circonscription de Humansdorp quand il déclare que le massacre de Sharpeville a refermé un chapitre de l'histoire sud-africaine et en appelle à de sérieuses réformes de l'administration bantoue dans le cadre de l'application de la politique d'apartheid. 
Le 29 avril 1960, lors d'une entrevue avec des journalistes, le premier ministre par intérim  annonce une accélération du développement politique et économique des anciens homelands, les bantoustans, pour les 10 000 000 de Noirs que comptait alors l'Afrique du Sud. Quelques jours plus tard, Eric Louw, ministre des affaires étrangères et proche de Verwoerd, revint sur les propos de Sauer, déclarant que seul le premier ministre en titre était compétent pour annoncer de telles réformes politiques. 
En mars 1961, bien que désavoué quelque temps plus tôt, Sauer est néanmoins premier ministre par intérim lors du déplacement de Verwoerd à Londres lors de la conférence des premiers ministres du Commonwealth. Le 4 août 1964, Paul Sauer quitte le gouvernement. Il reste député jusqu'en 1966 puis est élu au Sénat qu'il quitte en 1970 quand il met un terme à 41 années de vie politique.

## Retraite
Il se retire ensuite sur sa propriété viticole de Kanonkop, située sur les pentes inférieures des monts Simonsberg entre les villes de Stellenbosch et Paarl. Il meurt d'une maladie pulmonaire en 1976. Il est enterré à Stellenbosch. 

## Hommages
- Le barrage de Kouga (Kouga Dam) dans le Cap-Oriental, dont il est l'un des principaux initiateurs en tant que ministre des eaux et forêts, s'est appelé Paul Sauer Dam jusqu'en 1995.
- Le pont qui enjambe la rivière Storm (Cap-Oriental), qu'il contribua à faire construire, se nomme pont Paul Sauer.
- 2 lycées portent son patronyme : le Paul Sauer Hoerskool à Kareedouw et Uitenhage  (Cap-Oriental)

### Sources
- The Road to Democracy in South Africa: 1960-1970, South African Democracy Education Trust, 2004

1. ↑   Biographie de Paul Sauer (1898-1976), FAK
2. 1 2  Hermann Giliomee, The last afrikaner leaders, a supreme test of power, Tafelberg, 2012, p 23